# اریک هوشتاین
اریک هوشتاین (آلمانی: Erik Hochstein؛ زادهٔ ۱ اکتبر ۱۹۶۸) شناگر اهل آلمان بود.
وی در مسابقات کشوری و بین‌المللی در مجموع برندهٔ ۱ مدال نقره، ۱ مدال برنز شده‌است.